# جاده ای۱۵۷
جاده ای۱۵۷ (به انگلیسی: A157 road) یکی از جاده‌های کشور انگلستان است.
این جاده از روستای وراگبی شروع و در روستای مالتبای له مارش در شهرستان لینکلن‌شر به پایان می‌رسد، طول این جاده ۴۳ کیلومتر است.